# Kawanishi E15K
Kawanishi E15K Shiun (oznaczenie amerykańskie – Norm) – japoński wodnosamolot zwiadowczy z okresu II wojny światowej. 

## Historia
W 1939 roku dowództwo lotnictwa japońskiej marynarki wojennej zgłosiło do firmy Kawanishi wymagania 14-shi na opracowanie wodnosamolotu zwiadowczego, który mógłby operować w rejonach opanowanych przez lotnictwo myśliwskie nieprzyjaciela.
Opierając się takich założeniach opracowano projekt samolotu w którym zastosowano częściowo chowane pływaki wspornikowe i możliwość odrzucenia pływaka głównego w przypadku zagrożenia. Pływaki wspornikowe były w dolnej części stykającej się z wodą metalowe, natomiast górna część była wykonana z gumowanego płótna i była wypełniana powietrzem w czasie  wypuszczania. Pływak główny montowany był na pylonie, którego górny węzeł mógł być odłączony w czasie lotu, co powodować miało jego odrzucenie. W samolocie zastosowano także silnik w układzie podwójnej gwiazdy Kasei 14, który napędzał przez odpowiednią przekładnie dwa dwułopatowe śmigła przeciwbieżne.
Prototyp tak opracowanego prototypu oznaczony jako E15K został oblatany w październiku 1941 roku, lecz zaraz w trakcie prób poważnie uszkodzony. Następny poprawiony prototyp otrzymał mocniejszy silnik Mitsubishi Kasei 24 oraz płetwę pod usterzeniem zwiększającą stateczność. W trakcie prób okazało się, że system chowanych pływaków wspornikowych jest zawodny i powodował szereg uszkodzeń i katastrof. W związku z tym zrezygnowano z tego i seryjnie produkowane samoloty miały stałe pływaki wspornikowe. Tak zbudowany samolot otrzymał ostatecznie oznaczenie E15K1 i nazwę Shiun (pol. „fioletowa chmura”).  Ponieważ okazało się również, że system odrzucania pływaka głównego jest zawodny ostatecznie zbudowano zaledwie piętnaście samolotów tego typu łącznie z prototypami. 

## Użycie bojowe
Z wyprodukowanych wodnosamolotów zwiadowczy Kawanishi E15K1 do jednostek liniowych trafiło na przełomie 1944/1945 roku sześć samolotów. Znalazły się one w jednostce działającej na południowym Pacyfiku w rejonie wyspy Pulan. W bardzo krótkim czasie zostały one zniszczone przez samoloty myśliwskie przeciwnika. Otrzymały wtedy amerykańskie oznaczenie Norm.

## Opis konstrukcji
Wodnosamolot Kawanishi H15K Shiun był dolnopłatem o konstrukcji całkowicie metalowej. Kabina dwumiejscowa, całkowicie oszklona. Podwozie pływakowe – stałe (w prototypach próbowano zastosować pływaki częściowo chowane w skrzydła oraz pływak główny odrzucany). 
Napęd samolotu stanowiły jeden silnik gwiazdowy napędzający dwa przeciwbieżne śmigła. 